# Reflexer (konstverk)
Reflexer är en oljemålning av Anders Zorn. Den målades sommaren 1889 och föreställer en kvinna som vadar i ett vattenbryn på Dalarö i Stockholms skärgård. Målningen anses vara en av Zorns viktigaste.
Zorn tillbringade flera somrar på Dalarö hos sin svärmor Henriette Lamm där han målade flera tavlor med skimrande vattenytor, till exempel Sommarnöje (1886), Vågskvalp (1887) och Ute (1888). 
Han gjorde sig känd för närstudier av vattenytans skiftande karaktär och skrev i sina minnesanteckningar: "Vad som nu tycks ha lockat mig särskilt var vattnets lek och reflexer, att riktigt få det att röra sig, sätta vågorna och allt i perspektiv och vetenskapligt förklara allt med minutiös skärp".